# Ptolemeu Filadelf
|  | Aquest article tracta sobre el personatge del segle i aC. Vegeu-ne altres significats a «Ptolemeu II Filadelf». |

Ptolemeu Filadelf (grec antic: Πτολεμαῖος ὁ Φιλάδελφος) va ser un fill de Marc Antoni i Cleòpatra VII, el més joves dels tres que la reina va tenir amb Marc Antoni.
Ptolemeu Filadelf, que va néixer després del 39 aC a Antioquia de l'Orontes, a Síria, va portar aquest nom en honor de Ptolemeu II Filadelf, el segon faraó de la dinastia Ptolemaica. La intenció de Cleopatra era la de recrear l'antic Regne Ptolemaic. A finals del 34 aC, a les Donacions d'Alexandria, Ptolemeu va ser nomenat governant de Síria, Fenícia i Cilícia, i les províncies fins a l'Eufrates.
Els seus pares van ser derrotats per Octavi, el futur emperador August,a la batalla naval d'Àccium, davant del golf d'Ambràcia, l'an 31 aC. L'any següent, Marc Antoni i Cleòpatra es van suïcidar quan Octavi i les seves legions van envair Egipte per annexar-ho com una província de la República Romana. A la derrota del seu pare, August va evitar que Ptolemeu fos assassinat i juntament amb els seus germans més grans, Alexandre Heli i Cleopatra Selene, el va enviar a Roma. August va celebrar el seu triomf militar, i va fer desfilar els tres orfes lligats amb fortes cadenes daurades pels carrers de Roma. Les cadenes eren tan pesades que no podien caminar, cosa que va provocar reaccions de simpatia entre els romans. August va enviar els tres germans a Octàvia Menor, la seva germana més gran. Es desconeix el destí de Ptolemeu Filadelf. Plutarc afirma que l'únic fill que August va matar dels fills de Marc Antoni va ser Marc Antoni Antillus. Les fonts antigues no tornen a Mencionar Ptolemeu Filadelf, no indiquen cap servei militar o carrera política, cap escàndol en què es pogués veure involucrat, ni plans de matrimoni ni descendents. Si va arribar a l'edat adulta, se n'hauria fet menció. Podia haver mort de la malaltia l'hivern del 29 aC, però només és una especulació.